# Zeriassa spiralis
Zeriassa spiralis är en spindeldjursart som beskrevs av Roewer 1933. Zeriassa spiralis ingår i släktet Zeriassa och familjen Solpugidae. Inga underarter finns listade i Catalogue of Life.